# Double Dribble
Double Dribble is een computerspel dat werd ontwikkeld en uitgegeven door Konami. Het spel kwam in 1986 uit als arcadespel. In september 1987 werd het als eerste uitgebracht voor de Nintendo Entertainment System, maar later volgde ook andere platforms. Met het sportspel kan de speler basketbal spelen.

## Platforms
| Jaar | Platform                 |
| ---- | ------------------------ |
| 1986 | Arcade                   |
| 1987 | NES                      |
| 1990 | Amiga, Commodore 64, DOS |
| 1991 | Game Boy                 |
| 2007 | Wii Virtual Console      |

## Ontvangst
| Beoordeeld door       | Platform            | Datum            | Score |
| --------------------- | ------------------- | ---------------- | ----- |
| Player One            | NES                 | november 1990    | 85%   |
| NES Times             | NES                 | 14 april 2006    | 80%   |
| Tilt                  | NES                 | mei 1990         | 80%   |
| VideoGame             | NES                 | juni 1991        | 80%   |
| 1UP!                  | NES                 | 31 juli 2009     | 70%   |
| The Video Game Critic | NES                 | 2 augustus 2005  | 67%   |
| Power Play            | NES                 | april 1990       | 65%   |
| GameSpot              | Wii Virtual Console | 28 november 2007 | 50%   |
| Total! (Duitsland)    | Game Boy            | maart 1994       | 45%   |
| Nintendo Life         | Wii Virtual Console | 17 november 2007 | 40%   |